# Skylab 4
Skylab 4 (SL-4) war die dritte und letzte Besatzung der US-amerikanischen Weltraumstation Skylab. Sie setzte neue Rekorde in der Weltraumfahrt und markierte den Schlusspunkt für US-amerikanische Raumstationen.

## Die Mannschaft
Zusammen mit den Mannschaften von Skylab 2 und Skylab 3 wurde am 19. Januar 1972 von der NASA auch die Mannschaft von Skylab 4 bekannt gegeben. Das Kommando sollte Gerald Carr übernehmen. Als Pilot wurde William Pogue eingeteilt und der Wissenschaftsastronaut Edward Gibson komplettierte das Trio. Ungewöhnlich war, dass das Kommando einem Astronauten ohne Weltraumerfahrung gegeben wurde. Diese Auszeichnung war zuletzt 1966 Neil Armstrong beim Flug von Gemini 8 zuteilgeworden.
Carr und William Pogue hätten Chancen gehabt, mit Apollo 19 (unter Commander Fred W. „Freddo“ Haise) ins All zu fliegen. Dieser Flug wurde allerdings im September 1970 abgesagt, lange bevor die Mannschaft offiziell bekannt gegeben worden war. Carr und Pogue wurde dem Skylab-Programm zugeordnet, Haise dem Shuttle-Testprogramm.
Wie bei Skylab 3 bestand die Ersatzmannschaft aus dem Kommandanten Vance Brand, dem Piloten Don Lind und dem Wissenschaftler William Lenoir. Die Support-Crew war für alle drei Skylabmissionen Robert Crippen, Richard Truly, Henry Hartsfield und William Thornton.
Die Mission lief offiziell zwar unter der Bezeichnung Skylab 4 (SL-4), wurde aber oft auch als Skylab 3 (SLM-3) bezeichnet, weil es sich um die dritte Besatzung (manned mission) der Raumstation handelte.

## Die Vorbereitung
Die einzelnen Teile der Saturn-1B-Rakete AS-208 wurden zwischen November 1971 und Juni 1973 am Kennedy Space Center angeliefert. Am 6. August 1973 wurde das Apollo (Raumschiff) CSM-118 montiert, am 14. August konnte die Rakete zur Startrampe 39B transportiert werden.
Der Start war zuerst für den 11. November 1973 vorgesehen, doch fünf Tage vor diesem Termin wurden Risse in allen acht Stabilisierungsflossen der Rakete festgestellt. Die Flossen mussten ausgetauscht werden, so dass der Start verschoben wurde. Die Verlängerung des Fluges gegenüber den anfänglich geplanten 58 Tagen erforderte auch, zahlreiche Ausrüstungsgegenstände, Lebensmittel und Filme in der Kapsel zu verstauen.

## Flugverlauf
Skylab 4 hob am 16. November 1973 von Cape Canaveral ab. Nach etwa acht Stunden gelang es, das Apollo-Raumschiff an Skylab anzudocken.
Nach den Erfahrungen mit der Weltraumkrankheit der zweiten Mannschaft hatte die Flugleitung entschieden, dass die Astronauten die erste Nacht noch an Bord von Apollo verbringen sollte, weil offenbar die Schwerelosigkeit in großen, offenen Räumen die Raumkrankheit fördert.
An diesem Abend musste Pogue sich übergeben, während sich Skylab noch außerhalb der Funkreichweite der Bodenstationen befand. Die Astronauten fürchteten, dass die Ärzte diesem Zwischenfall zu viel Wert beimessen würden, worauf die Mission verzögert oder vielleicht sogar abgebrochen würde. Deshalb berichtete Carr nur von Pogues Unwohlsein, erwähnte aber nicht, dass Pogue sich übergeben hatte. Die Astronauten hatten dabei aber vergessen, dass die Gespräche im Cockpit automatisch aufgezeichnet und zeitverzögert an die Bodenstationen überspielt wurden. Auf diesem Wege erfuhr die Flugleitung am nächsten Tag den wahren Sachverhalt, was Carr eine Rüge durch Chefastronaut Alan Shepard eintrug.
Die herausragende Arbeitsleistung der zweiten Mannschaft hatte neue Maßstäbe gesetzt, so dass die Flugleitung das Arbeitsprogramm der Mission ziemlich dicht packte. Einige neue Experimente kamen dazu, und der neuentdeckte Komet Kohoutek bot sensationelle Beobachtungsmöglichkeiten. Die Besatzung kämpfte auch mit technischen Schwierigkeiten, insbesondere gefährdete der Teilausfall der Lageregelung die Fortsetzung der Mission. Das Problem konnte durch Verbesserungen der Betriebsbedingungen behoben werden.
Es herrschte kein gutes Verhältnis zwischen den Astronauten und der Flugleitung auf der Erde. Ein dichtgedrängter Tagesablauf ließ den Astronauten nur wenig Freizeit. Es zeigte sich, dass die Zeitvorgaben verschiedener Aufgaben zu optimistisch eingeschätzt worden waren. In einigen Fällen mussten die Astronauten Experimente aufbauen, die sie noch nie zuvor gesehen hatten. Die Mannschaft fühlte sich überfordert. Zu einem klärenden Gespräch kam es allerdings erst relativ spät, am 45. Tag der Mission. Der mitunter zu hörenden Darstellung, die Mannschaft habe sich ohne Erlaubnis einen Tag frei genommen, widersprach Carr später allerdings und verwies darauf, man habe vielmehr freiwillig auf mehrere freie Tage verzichtet, um zeitliche Rückstände aufzuholen. Medienberichte, die den Vorfall als „ersten Streik im Weltall“ oder als oder „Nahezu-Meuterei“ beschrieben, stellten sich als übertrieben heraus.
Die Mannschaft führte vier Außenbordeinsätze mit insgesamt über 22 Stunden Dauer durch, an denen jeweils zwei Astronauten beteiligt waren. Die Arbeiten an der Raumstation am 25. Dezember setzten mit sieben Stunden und einer Minute einen neuen Rekord.
Ein wichtiger Teil der wissenschaftlichen Arbeit war die Beobachtung des Komets Kohoutek, der erst kurz zuvor entdeckt worden war. Unter anderem konnte erstmals spektroskopisch Wasser im Kometenkern nachgewiesen werden.

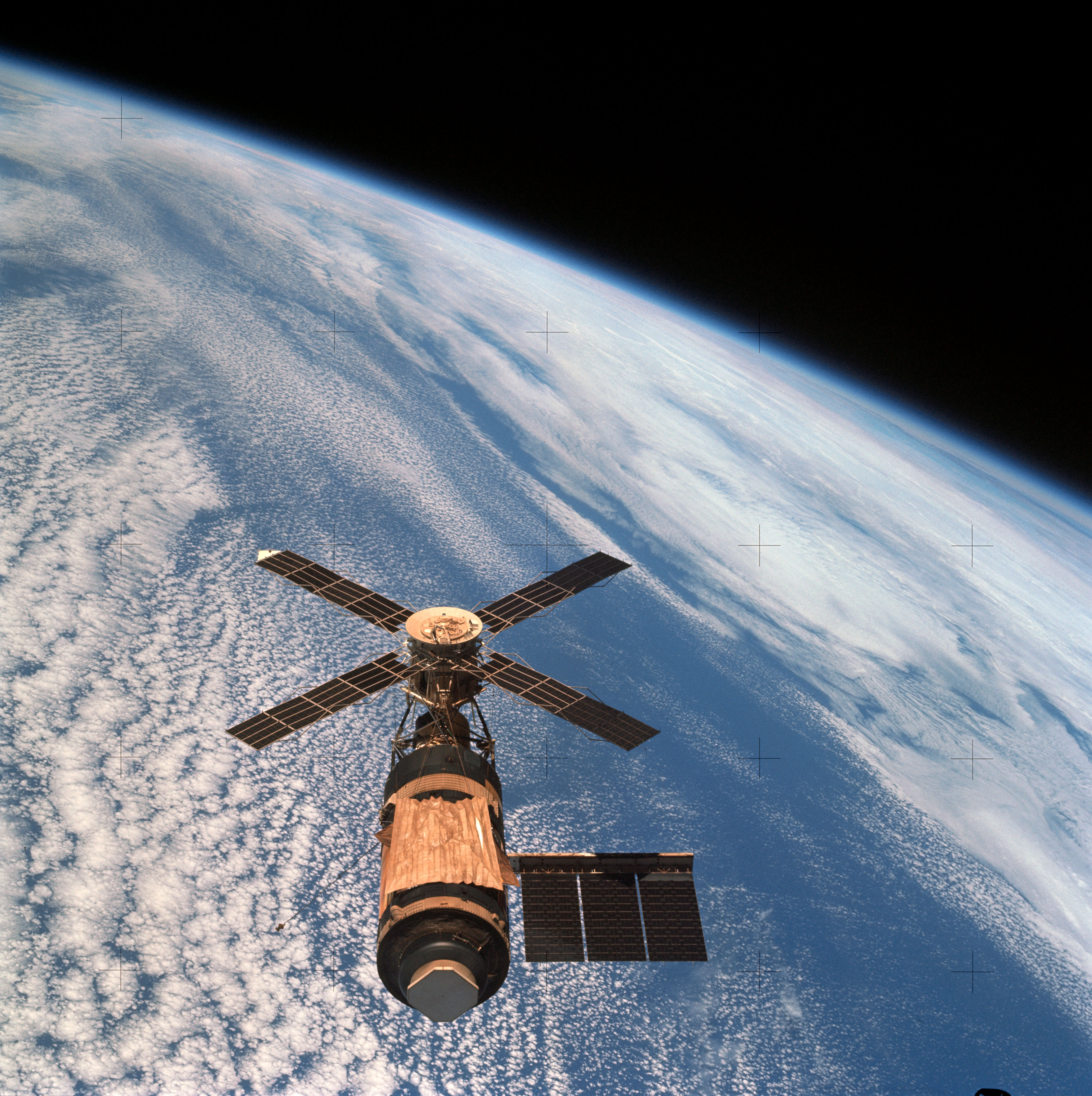
Skylab, aufgenommen am 8. Februar 1974

Am 8. Februar 1974 stiegen Carr, Pogue und Gibson in das Apollo-Raumschiff um. Während sie noch angekoppelt waren, zündeten sie die RCS-Triebwerke zwei Mal für insgesamt drei Minuten, um Skylab in eine höhere Umlaufbahn zu bringen. Nach den Berechnungen der NASA sollte dies für neun weitere Jahre in der Umlaufbahn sorgen. Einige Lebensmittel sowie Kleidung und Ausrüstungsgegenstände blieben an Bord. Sollte man vor dem Absturz noch einmal die Raumstation betreten (der Erststart des Space Shuttles war für fünf Jahre später geplant), könnte man die Auswirkungen der Langzeitlagerung untersuchen.
Kurz nach Zünden der Bremsraketen für den Wiedereintritt bemerkte Carr, dass die Steuerungstriebwerke nicht reagierten, so dass er auf ein Ersatzsystem ausweichen musste. Später stellte sich heraus, dass zuvor einige Schalter falsch bedient worden waren. Dieser Vorfall zeigte, dass es nicht ganz ungefährlich war, zwölf Wochen an Bord einer Raumstation zu bleiben, ohne ab und zu die Steuerung des Raumschiffs zu trainieren.

## Verbleib der Flughardware
Das CM von Skylab 4 ist im National Air and Space Museum in Washington DC ausgestellt.

## Bedeutung für das Skylab-Projekt

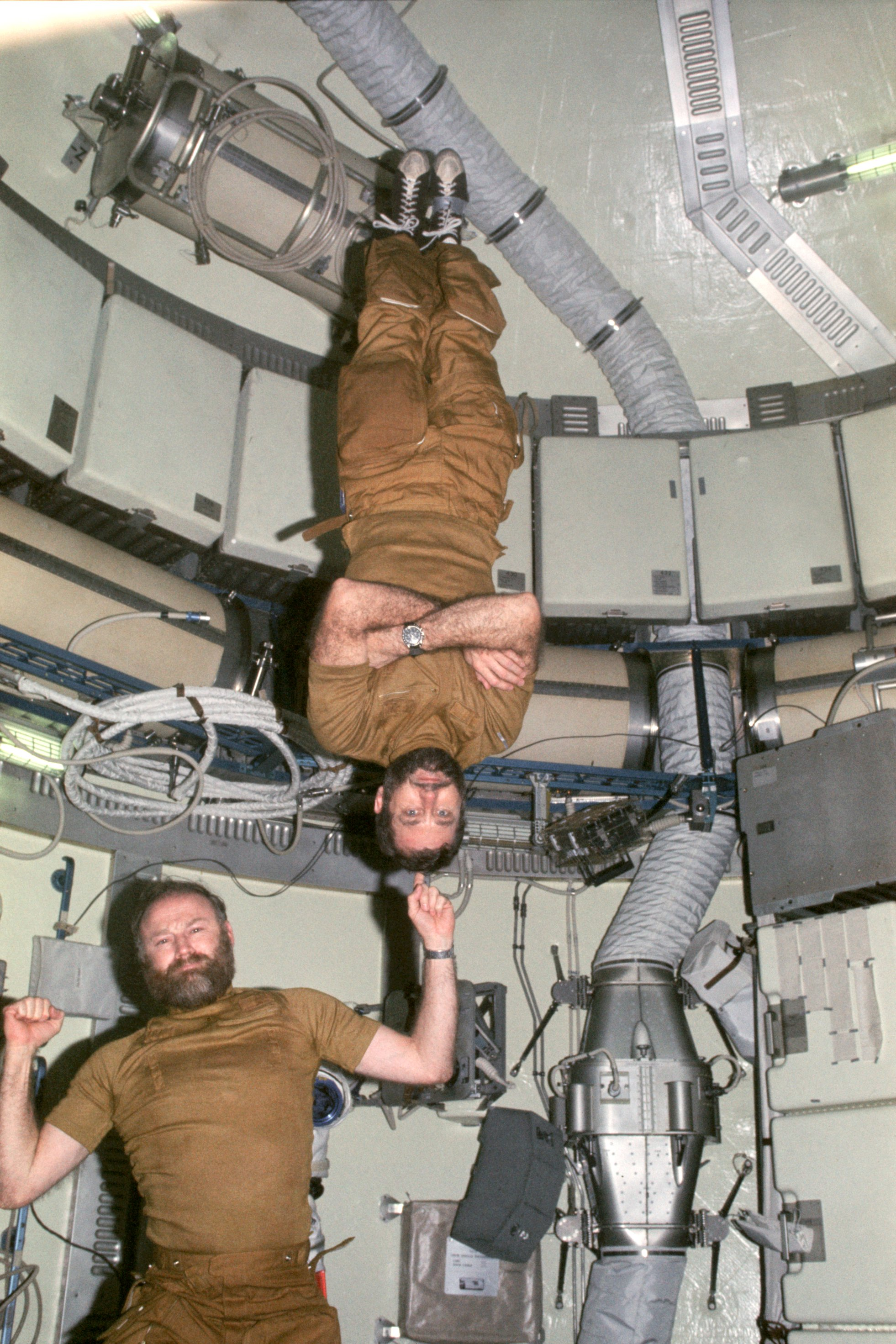
Die Astronauten Carr (unten) und Pogue (oben) an Bord der Skylab-Raumstation

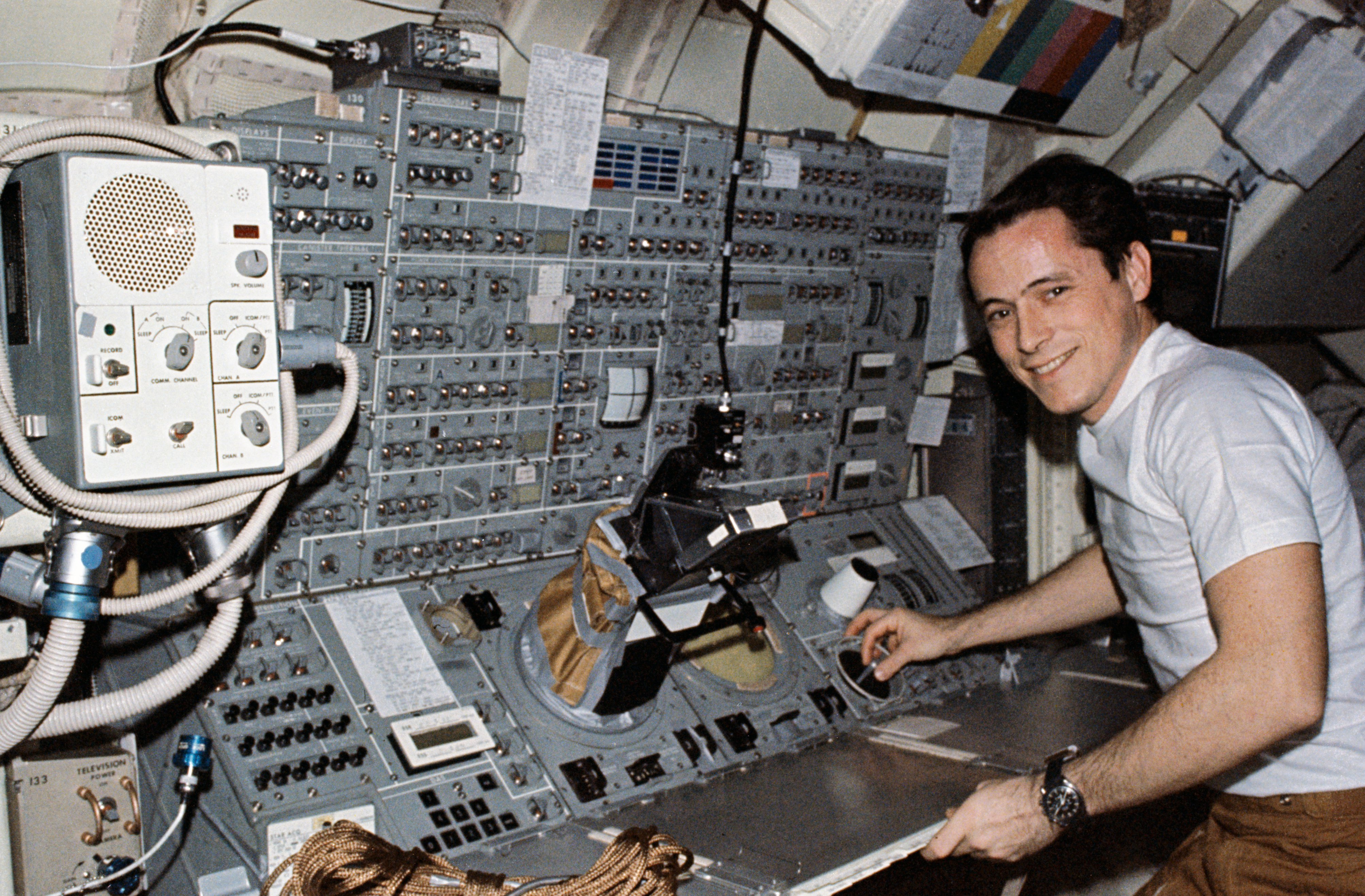
Astronaut Gibson an Bord der Skylab-Raumstation

Aus wissenschaftlicher Sicht war auch die dritte Skylab-Mission ein voller Erfolg. Die Astronauten brachten viele wertvolle wissenschaftliche Daten zur Erde zurück, darunter auch Bilder eines Kometen, die in dieser Art nicht von der Erde aus fotografiert werden können. Außerdem konnte mit dem Sonnenobservatorium zum ersten Mal eine Protuberanz in ihrer Entstehungsphase fotografiert werden.
Skylab 4 hatte den Langzeitrekord von Skylab 3 gebrochen. Mit 84 Tagen hielten Carr, Pogue und Gibson den Rekord für den längsten Raumflug, aber auch den Rekord für die gesamte Flugdauer eines Raumfahrers. Erst 1978 sollten Georgi Gretschko und Juri Romanenko an Bord von Saljut 6 länger im All bleiben.
Die Langzeitmissionen von Skylab trugen aber auch dazu bei, dass in der Öffentlichkeit die Faszination der bemannten Raumfahrt nachließ. Zum ersten Mal wurde die Wasserung eines Apolloflugs nicht live im Fernsehen übertragen.
Skylab sollte die einzige amerikanische Raumstation bleiben. Eine Wiederholung dieses Projekts war nicht vorgesehen, und die NASA konzentrierte sich nun auf die Entwicklung des wiederverwendbaren Space Shuttle, der die Verlustraketen gegen Ende der 1970er Jahre ersetzen sollte. Vorher war noch das Apollo-Sojus-Test-Projekt vorgesehen, bei dem ein amerikanisches Apollo-Raumschiff an ein sowjetisches Sojus-Raumschiff ankoppeln sollte. Damit würde die Apollo-Ära beendet werden.

## Psychische Probleme bei Langzeitmissionen
Als nach Abschluss des Projektes die Arbeitsleistungen der drei Teams jeweils in ihrer dritten und vierten Woche verglichen wurden, stellte sich kein signifikanter Unterschied heraus. Auch die dritte Mannschaft hatte mehr erreicht als geplant war.
Gravierende Unterschiede gab es jedoch bei den Persönlichkeiten der drei Teams. Die notwendigen Reparaturen während der ersten Besatzung erzeugten ein gewisses Pionier-Gefühl, während sich die zweite Mannschaft voll auf die Arbeit konzentrierte und sich nur wenig Freizeit nahm. Mit der dritten Mannschaft gab es die meisten Spannungen, und unausgesprochene Probleme belasteten das Projekt. Keiner der Astronauten des dritten Teams wurde ein zweites Mal für einen Raumflug nominiert.
Drei Gründe trugen zu diesem Konflikt bei. Erstens ist die große Arbeitsbelastung zu nennen. Die dritte Skylab-Mannschaft hatte zwar keinen längeren Arbeitstag als die beiden vorhergehenden Teams, musste aber diese Leistung nicht nur über einen oder zwei, sondern über drei Monate hinweg erbringen. Zweitens war vom zweiten Tag an das Vertrauen zwischen Flugleitung und Mannschaft belastet, als die Astronauten die Raumkrankheit von Pogue nicht gemeldet hatten. Drittens gab es an Bord immer wieder unvermeidliche technische Unzulänglichkeiten, über die sich die Mannschaft im Laufe der Zeit zunehmend ärgerte. Die entstehende Unzufriedenheit entlud sich dann in den Gesprächen mit der Flugleitung.
Insgesamt lassen sich durchaus Parallelen zum Flug von Apollo 7 ziehen. Die Astronauten Schirra, Cunningham und Eisele waren beim Erstflug des Apollo-Raumschiffs im Oktober 1968 ebenfalls einer hohen Arbeitsbelastung ausgesetzt. Zusätzlich waren die Astronauten durch eine Erkältung gereizt und befürchteten bleibende gesundheitliche Schäden beim Wiedereintritt. Im Gegensatz zur Skylab-Crew wurden die unterschiedlichen Standpunkte jedoch gleich über Funk zur Sprache gebracht.
Skylab blieb die einzige amerikanische Raumstation, jedoch konnten die Erfahrungen auch für Missionen an Bord der sowjetischen Mir und der internationalen Raumstation ISS angewandt werden. Es zeigte sich, dass für die Astronauten ein ausgewogenes Verhältnis zwischen Arbeit und Freizeit vorgesehen sein muss, das von Missionsprofil und -dauer abhängt. Weiterhin müssen die Astronauten, aber auch erfahrene Ex-Astronauten, stark in die Missionsplanung einbezogen werden. Auch ein gutes persönliches Verhältnis zu den Mitarbeitern in der Flugleitung ist wichtig. Natürlich muss die Missionsplanung auch genügend Alternativen vorsehen, um flexibel reagieren zu können, wenn bestimmte Arbeiten schneller oder langsamer als geplant durchgeführt werden.
Bei zukünftigen Weltraumreisen, beispielsweise einem bemannten Marsflug kann nicht nur Arbeitsüberlastung zu einem Problem werden, sondern auch Langeweile während Flugphasen, in denen es für die Mannschaft wenig zu tun gibt.
Letztendlich spielt auch die Zusammensetzung der Mannschaft eine große Rolle. Glücklicherweise verstanden sich bei allen drei Skylab-Teams die Astronauten untereinander sehr gut, so dass es zu keinen größeren Spannungen an Bord kam.